# Sthenodectes
Sthenodectes — рід бронтотерій, ендемік Північної Америки. Він жив у пізньому еоцені 46.2—40.4 млн років тому.